# Neostenanthera
Neostenanthera Exell – rodzaj roślin z rodziny flaszowcowatych (Annonaceae Juss.). Według The Plant List w obrębie tego rodzaju znajduje się 5 gatunków o nazwach zweryfikowanych i zaakceptowanych, podczas gdy kolejne 2 taksony mają status gatunków niepewnych (niezweryfikowanych). Występuje naturalnie w Afryce i Ameryce Południowej. Gatunkiem typowym jest N. hamata (Benth.) Exell. 

## Morfologia
PokrójZimozielone drzewa, krzewy lub zdrewniałe liany.
LiścieNaprzemianległe, pojedyncze, całobrzegie.
KwiatyPromieniste, obupłciowe, pojedyncze lub zebrane po kilka w pęczki, rozwijają się w kątach pędów, czasami bezpośrednio na pniach i gałęziach (kaulifloria). Mają 3 wolne działki kielicha, nie nakładają się na siebie. Płatków jest 6, ułożonych w dwóch okółkach, są wolne, nienakładające się na siebie, niepodobne do siebie, wewnętrzne są mniejsze od zewnętrznych. Kwiaty mają liczne pręciki z pylnikami otwierającymi się do zewnątrz. Zalążnia górna, składająca się z licznych, wolnych owocolistków.
OwoceZebrane w owoc zbiorowy. Osadzone są na szypułkach.

## Systematyka
Pozycja według APweb (aktualizowany system APG III z 2009)
Rodzaj wraz z całą rodziną flaszowcowatych w ramach rzędu magnoliowców wchodzi w skład jednej ze starszych linii rozwojowych okrytonasiennych określanych jako klad magnoliowych.
Lista gatunków
- Neostenanthera gabonensis (Engl. & Diels) Exell
- Neostenanthera hamata (Benth.) Exell
- Neostenanthera myristicifolia (Oliv.) Exell
- Neostenanthera neurosericea (Diels) Exell
- Neostenanthera robsonii Le Thomas